# 湯梨浜町立泊小学校

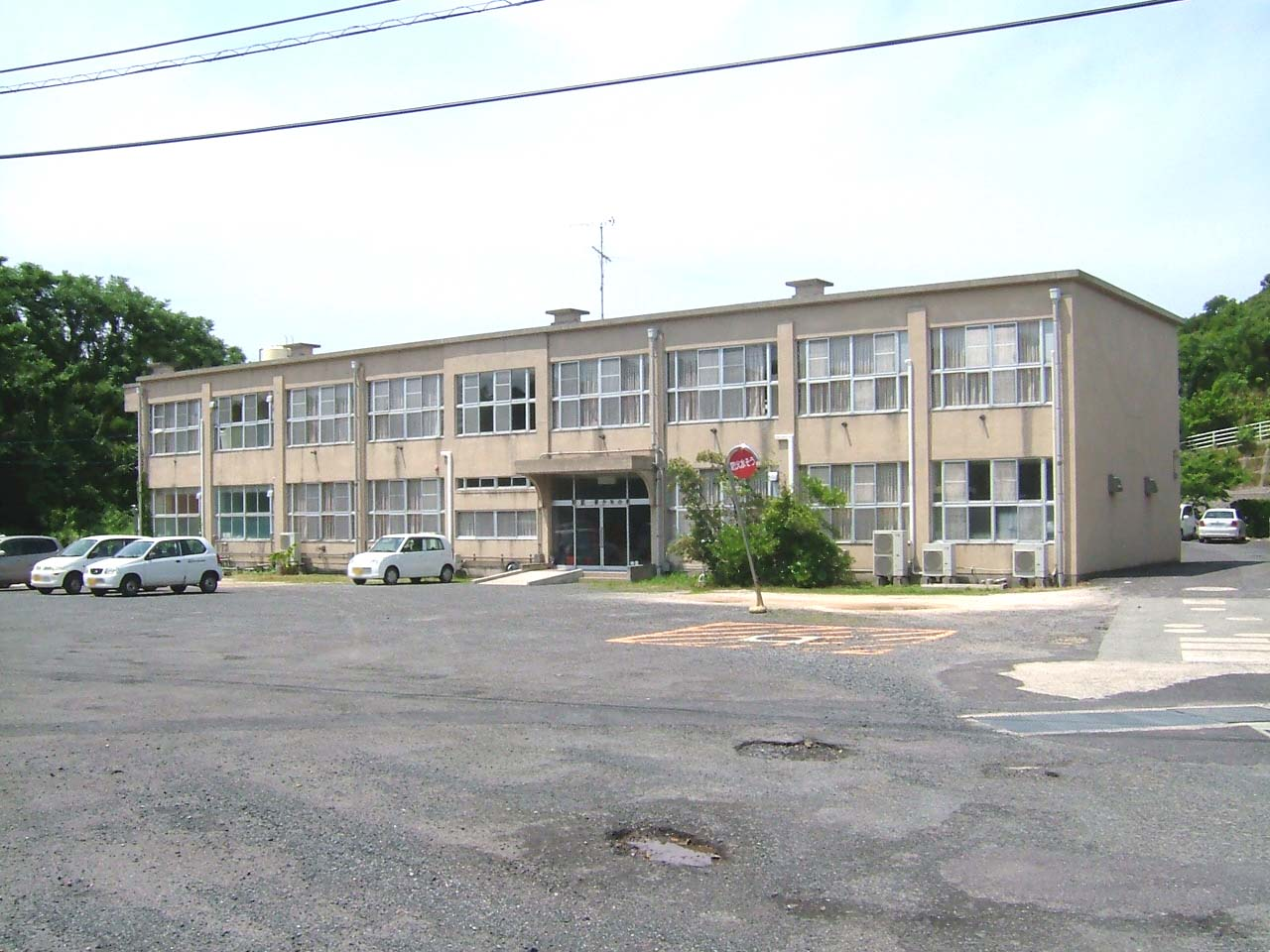
現存する移転前の旧校舎

湯梨浜町立泊小学校（ゆりはまちょうりつ とまりしょうがっこう）は、鳥取県東伯郡湯梨浜町泊にある公立小学校。

## 沿革
- 1872年（明治5年）11月29日 - 泊小学開校[1]。
- 1874年（明治7年）
  - 1月 - 原学校設置
  - 2月 - 園支校設置、宇谷学校開校。
- 1875年（明治8年） - 原学校、漆原小学校[2]原分校として統合。
- 1879年（明治12年） - 漆原小学校原分校分離、泊小学原分校となる。
- 1884年（明治17年）10月 - 宇谷学校が原分校と統合、宇谷分校となる。
- 1885年（明治18年）1月 - 園支校統合、宇谷分校を養徳分校と改称。
- 1886年（明治19年）4月 - 泊尋常小学校と改称、養徳分校を養徳簡易小学校として独立。
- 1893年（明治26年） - 養徳簡易小学校を統合、養徳分教場となる。
- 1897年（明治30年） - 高等科を設置し泊尋常高等小学校と改称。
- 1919年（大正8年）12月 - 泊実業補習学校を併置。
- 1926年（大正15年）6月 - 泊青年訓練所を併置。
- 1941年（昭和16年）4月1日 - 国民学校令により泊国民学校と改称。
- 1947年（昭和22年）4月1日 - 学制改革により泊村立泊小学校と改称。
- 1965年（昭和40年）4月 - 原分校を統合。鉄筋2階建て校舎、体育館落成。
- 1988年（昭和63年）4月 - 現在地に移転、新校舎竣工式を挙行。
- 2004年（平成16年）10月 - 町村合併により、湯梨浜町立泊小学校と改称。

## 通学区域
- 小浜、筒地、石脇、泊、園、原、宇谷[3]

## 進学先中学校
- 湯梨浜町立湯梨浜中学校

## 交通アクセス
- JR山陰本線 泊駅下車。
  - 乗換:泊駅前より日本交通石脇車庫行き「恐竜広場前」バス停下車。